# شرق سينغبوم
شرق سينغبوم رمزها «ES» (بالإنجليزية: East  Singhbhum)‏ ، هو تقسيم إداري لدولة الهند تتبع ولاية جهارخاند (بالإنجليزية: Jharkhand)‏ ، مركزها هو مدينة جمشدبور (بالإنجليزية: Jamshedpur)‏ عدد سكانها حسب تعداد سنة 2001 هو 1,978,671 ، مساحتها 3,533 كم² وكثافة السكان 560 لكل كم² .

## المناخ
يظهر الجدول التالي التغييرات المناخية على مدار السنة لشرق سينغبوم:
| البيانات المناخية لـشرق سينغبوم     | البيانات المناخية لـشرق سينغبوم | البيانات المناخية لـشرق سينغبوم | البيانات المناخية لـشرق سينغبوم | البيانات المناخية لـشرق سينغبوم | البيانات المناخية لـشرق سينغبوم | البيانات المناخية لـشرق سينغبوم | البيانات المناخية لـشرق سينغبوم | البيانات المناخية لـشرق سينغبوم | البيانات المناخية لـشرق سينغبوم | البيانات المناخية لـشرق سينغبوم | البيانات المناخية لـشرق سينغبوم | البيانات المناخية لـشرق سينغبوم | البيانات المناخية لـشرق سينغبوم |
| الشهر                               | يناير                           | فبراير                          | مارس                            | أبريل                           | مايو                            | يونيو                           | يوليو                           | أغسطس                           | سبتمبر                          | أكتوبر                          | نوفمبر                          | ديسمبر                          | المعدل السنوي                   |
| ----------------------------------- | ------------------------------- | ------------------------------- | ------------------------------- | ------------------------------- | ------------------------------- | ------------------------------- | ------------------------------- | ------------------------------- | ------------------------------- | ------------------------------- | ------------------------------- | ------------------------------- | ------------------------------- |
| متوسط درجة الحرارة الكبرى °ف (°م)   | 76 (24)                         | 81 (27)                         | 91 (32)                         | 98 (36)                         | 98 (38)                         | 93 (33)                         | 88 (31)                         | 88 (31)                         | 87 (30)                         | 86 (30)                         | 82 (27)                         | 76 (24)                         | 87 (30)                         |
| متوسط درجة الحرارة الصغرى °ف (°م)   | 57 (14)                         | 62 (16)                         | 70 (21)                         | 78 (25)                         | 81 (27)                         | 81 (27)                         | 80 (26)                         | 79 (26)                         | 78 (25)                         | 73 (22)                         | 65 (18)                         | 57 (13)                         | 72 (22)                         |
| الهطول إنش (سم)                     | 0.43 (10.8)                     | 0.52 (13.3)                     | 0.76 (19.4)                     | 0.70 (17.7)                     | 2.16 (54.9)                     | 6.8 (172.8)                     | 9.09 (230.9)                    | 9.95 (252.7)                    | 6.53 (165.8)                    | 2.15 (54.5)                     | 0.34 (8.7)                      | 0.23 (5.9)                      | 39.66 (1٬007٫4)                 |
| المصدر: Weatherbase and MSN Weather |                                 |                                 |                                 |                                 |                                 |                                 |                                 |                                 |                                 |                                 |                                 |                                 |                                 |

## أعلام
- سيما ديساي